# Selenisa monotropa
Selenisa monotropa là một loài bướm đêm trong họ Erebidae.